# Семп-Шажиньский, Миколай
Миколай Семп-Шажиньский герба Юноша (пол. Mikołaj Sęp Szarzyński, ок.1550, Зимна Вода, под Львовом — ок.1581, Волица, под Пшемыслем) — польский поэт эпохи барокко.

## Биография

### Происхождение
Принадлежал к старому шляхетскому роду Сенп-Сажиньских герба Юноша, происходившего из Мазовии. Дед поэта — Миколай Сенп – переехал из родового гнезда Сажино в городок Зимна Вода под Львовом, где впоследствии и родился его сын Иоахим и трое внуков, среди которых и был будущий поэт.
Отец поэта Иоахим родился примерно в 1500 году, сначала был Коморником (камергером) земским, а затем Подстолием Львовским.
У Сенп-Шажиньского также было двое братьев: Якуб и Витуш.

### Учёба
Учился сначала во Львове, где изучал греческий и латынь, затем с 1565 в Виттенберге и Лейпциге, путешествовал по Италии и Швейцарии. Возможно, принадлежал к протестантам. Вернувшись в Польшу, был близок к кругам доминиканцев и иезуитов.

## Творчество
Писал на польском и латинском языках. Его метафизическую лирику считают предвестием барокко. От всего написанного поэтом сохранилось лишь около 50 произведений 1568—1581 годов, изданных его братом в виде сборника «Rytmy abo wiersze polskie» («Ритмы, или Польские стихотворения», 1601). Среди них выделяются метафизические сонеты и переложения псалмов. Известны образцы его военно-патриотической лирики «O Fridruszu, który pod Sokalem zabit» («О Фридруше, погибшем под Сокалем») и «O Strusie, który zabit na Rastawicy» («О Струсе, погибшем на Раставице»). Остальная часть наследия утрачена.

## Наследие
Поэзия Семп-Шажиньского, снова востребованная польской литературой в 1950—1960-е годы, повлияла на З. Херберта, Я. М. Рымкевича, Б. Мая и других. Стихи Шажиньского постоянно переиздаются, входят в лучшие антологии польской поэзии. На русский язык его переводили С. Петров, А. Эппель.